# Bob Hawkes
Robert Murray Hawkes, detto Bob (Breachwood Green, 18 ottobre 1880 – Luton, 12 settembre 1945), è stato un calciatore inglese, di ruolo centrocampista.

## Carriera

### Club
Giocò nel Luton Town in cui collezionò 349 presenze e 40 gol.

### Nazionale
Ha partecipato al 4º Torneo olimpico di calcio, nel quale ha vinto una medaglia d'oro.

## Palmarès

### Nazionale
- Oro olimpico: 1

Londra 1908